# Gliese 229B
Gliese 229B – brązowy karzeł typu widmowego T stanowiący słabszy składnik układu podwójnego Gliese 229 znajdującego się w odległości ok. 18,75 lat świetlnych od Słońca. Krąży wokół znacznie jaśniejszego czerwonego karła Gliese 229A. Masa Gliese 229B zawiera się pomiędzy 20 a 50 mas Jowisza.
Został odkryty w październiku 1994 roku, w listopadzie 1995 potwierdzono, że jest to pierwszy zidentyfikowany brązowy karzeł, czyli obiekt o masie podgwiazdowej (ang. Substellar Mass Object), niebędący planetą.